# Tondabajaši
Tondabajaši (japonsky 富田林市) je město v prefektuře Ósace v Japonsku. K roku 2019 v něm žilo přes 110 tisíc obyvatel. Jeho rozloha je bezmála čtyřicet kilometrů čtverečních.

## Poloha
Tondabajaši leží ve vnitrozemí Honšú východně od Sakai a jihovýchodně od Ósaky.

## Dějiny
Tondabajaši bylo založeno v roce 1950.

## Kultura
Ve městě se každoročně 1. srpna koná jeden z celosvětově největších ohňostrojů, Kjósosai PL hanabi geidžucu.